# Liste der Stolpersteine in Seelze
In der Liste der Stolpersteine in Seelze werden die vorhandenen Gedenksteine aufgeführt, die im Rahmen des Projektes Stolpersteine des Künstlers Gunter Demnig in Seelze verlegt worden sind.
Kurz nach der ersten Verlegung von sechs Steinen im Juni 2024 wurden sie von Unbekannten mit Farbe und besprüht und die zum Gedenken abgelegten Blumen wurden zertreten. Im Oktober 2024 entwendeten Unbekannte drei der sechs Steine.

## Verlegte Stolpersteine
| Bild | Inschrift, Name | Adresse                          | Anmerkung                                            |
| ---- | --- | -------------------------------- | ---------------------------------------------------- |
|      | HIER WOHNTE/ARBEITETE EMIL WILLNER JG. 1876 'SCHUTZHAFT' 1938 KZ BUCHENWALD FLUCHT 1939 RICHTUNG AUSTRALIEN GHETTO SHANGHAI ÜBERLEBT                     | Hannoversche Straße 4 (Standort) | Vater von Ilse Grünewald, Berthold und Erwin Willner |
|      | HIER WOHNTE/ARBEITETE GERTRUD WILLNER GEB. FRIEDE VERW. HAUSER JG. 1887 FLUCHT 1939 RICHTUNG AUSTRALIEN GHETTO SHANGHAI ÜBERLEBT                         | Hannoversche Straße 4 (Standort) | Mutter von Rosel Hauser                              |
|      | HIER WOHNTE/ARBEITETE BERTHOLD WILLNER JG. 1918 'SCHUTZHAFT' 1938 KZ BUCHENWALD UNFREIWILLIG VERZOGEN 1941 HANNOVER DEPORTIERT 1941 GHETTO RIGA ERMORDET | Hannoversche Straße 4 (Standort) |                                                      |
|      | HIER WOHNTE ERWIN WILLNER JG. 1911 UNFREIWILLIG VERZOGEN 1938 BIELEFELD DEPORTIERT 1941 GHETTO RIGA KZ BERGEN-BELSEN ERMORDET                            | Hannoversche Straße 4 (Standort) |                                                      |
|      | HIER WOHNTE ILSE GRÜNEWALD GEB. WILLNER JG. 1914 FLUCHT 1938 ARGENTINIEN ÜBERLEBT                                                                        | Hannoversche Straße 4 (Standort) |                                                      |
|      | HIER WOHNTE ROSEL HAUSER JG. 1915 FLUCHT 1939 RICHTUNG AUSTRALIEN GHETTO SHANGHAI ÜBERLEBT                                                               | Hannoversche Straße 4 (Standort) |                                                      |